# Jonathan Kaplan (arbitre)
Pour les articles homonymes, voir Jonathan Kaplan et Kaplan.
 Jonathan Isaac Kaplan, né le 7 novembre 1966 à Durban est un arbitre international sud-africain de rugby à XV.

## Carrière d'arbitre
Il a arbitré son premier match international le 18 avril 1997.
Jonathan Kaplan a arbitré notamment quatre matchs de la coupe du monde de rugby 2003, sept matchs du Tournoi des Six Nations et cinq matchs du Tri-nations (au 29-07-06).
Il arbitre la demi-finale de la Coupe du monde 2007 entre l'Angleterre et la France.
Il fait partie des dix arbitres retenus pour la Coupe du monde 2011 en Nouvelle-Zélande.
En 2012, il prend sa retraite à l'âge de 45 ans.

## Palmarès d'arbitre
- 50 matchs internationaux (au 14 mars 2009)
- 46 matchs du Super 12  (au 5 août 2006)